# Uzejr
Uzejr (hebrejsky עֻזֵיר‎, arabsky عزير‎, v oficiálním přepisu do angličtiny Uzeir) je arabská vesnice v Izraeli, v Severním distriktu, v oblastní radě al-Batúf.

## Geografie
Leží v nadmořské výšce 181 metrů na jižním okraji zemědělsky intenzivně využívaného údolí Bejt Netofa v Dolní Galileji. Je situována na úpatí hory Har Tur'an, která se jižně od obce prudce zvedá.
Vesnice se nachází přibližně 95 kilometrů severovýchodně od centra Tel Avivu, 30 kilometrů východně od centra Haify a 10 kilometrů severně od Nazaretu. Uzejr obývají izraelští Arabové respektive Beduíni, přičemž osídlení v tomto regionu je převážně arabské. Většinou arabská jsou velká města na jižní straně v aglomeraci Nazaretu i město Kafr Manda na severním okraji údolí Bejt Netofa. Mezi těmito lidnatými sídly jsou ovšem v krajině rozprostřeny i menší židovské vesnice, které jihozápadně odtud, poblíž mošavu Cipori, vytvářejí dokonce územně kompaktní blok. Další židovské vesnice zaujímají vyvýšené pozice na okolních kopcích (například Bejt Rimon na hřbetu hory Tur'an).
Obec Uzejr je na dopravní síť napojena pomocí místní komunikace, která sem odbočuje z dálnice číslo 77.

## Dějiny a demografie
Francouzský cestovatel Victor Guérin koncem 19. století popisuje Uzejr jako arabskou vesnici, ve které je muslimská svatyně.
Obyvatelstvo v Uzejr je tvořeno beduínskými Araby. Jde o sídlo vesnického typu ale s poměrně početnou populací a navíc s dlouhodobě rostoucím počtem obyvatel. K 31. prosinci 2014 zde žilo 2977 lidí. Během roku 2014 populace stoupla o 1,7 %.
| Rok            | 1922 | 1931 | 1949 | 1961 | 1972 | 1983 | 1995 |
| -------------- | ---- | ---- | ---- | ---- | ---- | ---- | ---- |
| Počet obyvatel | 70   | 88   | 198  | 367  | 638  | 1076 | 1694 |

| Rok            | 2001 | 2003 | 2004 | 2005 | 2006 | 2007 | 2008 | 2009 | 2010 | 2011 | 2012 | 2013 | 2014 |
| -------------- | ---- | ---- | ---- | ---- | ---- | ---- | ---- | ---- | ---- | ---- | ---- | ---- | ---- |
| Počet obyvatel | 2230 | 2383 | 2456 | 2526 | 2589 | 2629 | 2694 | 2699 | 2778 | 2846 | 2882 | 2928 | 2977 |